# Harrison (condado de Calumet, Wisconsin)
Harrison es un pueblo ubicado en el condado de Calumet en el estado estadounidense de Wisconsin. En el Censo de 2010 tenía una población de 10.839 habitantes y una densidad poblacional de 72,09 personas por km².

## Geografía
Harrison se encuentra ubicado en las coordenadas 44°11′57″N 88°20′35″O / 44.19917, -88.34306. Según la Oficina del Censo de los Estados Unidos, Harrison tiene una superficie total de 150.36 km², de la cual 82.71 km² corresponden a tierra firme y (44.99%) 67.65 km² es agua.

## Demografía
Según el censo de 2010, había 10.839 personas residiendo en Harrison. La densidad de población era de 72,09 hab./km². De los 10.839 habitantes, Harrison estaba compuesto por el 96.21% blancos, el 0.3% eran afroamericanos, el 0.25% eran amerindios, el 1.56% eran asiáticos, el 0.01% eran isleños del Pacífico, el 0.78% eran de otras razas y el 0.89% pertenecían a dos o más razas. Del total de la población el 2.15% eran hispanos o latinos de cualquier raza.